# Larivière-Arnoncourt
Larivière-Arnoncourt ist eine französische Gemeinde mit 122 Einwohnern (Stand 1. Januar 2022) im Département Haute-Marne in der Region Grand Est; sie gehört zum Arrondissement Langres. Die Bewohner werden Rivièrois und Rivièroises genannt.

## Geografie
Larivière-Arnoncourt liegt an der oberen Apance an der Grenze zum Département Vosges, rund 44 Kilometer südöstlich der Stadt Chaumont im Südosten des Départements Haute-Marne.

## Geschichte
Die Mechanisierung der Landwirtschaft führte zu einer starken Abwanderung im späten 19. Jahrhundert und im 20. Jahrhundert. Larivière und Arnoncourt-sur-Apance gehörten historisch zur Vogtei Bailliage de Langres innerhalb der königlichen Provinz Champagne. Beide Ortsteile gehörten von 1793 bis 1801 zum District Langres. Zudem von 1793 bis 1801 zum Kanton Sergneux und seit 1801 zum Kanton Bourbonne-les-Bains. Larivière spaltete sich vor 1800 von der Gemeinde Aigremont ab. Arnoncourt-sur-Apance war bis zu seiner Vereinigung mit Larivière im Jahr 1973 eine eigenständige Gemeinde. Seit 1973 trägt die Gemeinde den heutigen Doppelnamen.

## Bevölkerungsentwicklung
| Jahr                       | 1962 | 1968 | 1975 | 1982 | 1990 | 1999 | 2006 | 2012 | 2019 |
| Einwohner                  | 164  | 143  | 167  | 154  | 151  | 158  | 148  | 137  | 121  |
| Quellen: Cassini und INSEE |      |      |      |      |      |      |      |      |      |

## Sehenswürdigkeiten
- Kirche Saint-Symphorien in Arnoncourt-sur-Apance (19. Jahrhundert)[1]
- Kirche Saint-Charles-Borromée in Larivière (erbaut 1806)[2]
- Wegkreuz in der Rue de Bourbonne südlich von Arnoncourt-sur-Apance, Wegkreuz nördlich von Larivière
- Mehrere Brunnen und Quellen (Fontaine du Luxembourg, Source Bayard, Source de la Bonne Fontaine)
- Lavoir (Waschhaus) im Dorfzentrum von Larivière
- Drei Steinbrücken über die Apance aus der zweiten Hälfte des 18. Jahrhunderts, seit 1996 als Monument historique eingeschrieben